# Lac du Salagou
Der französische Lac du Salagou ist ein Stausee des kleinen Flusses Salagou. Er liegt nordwestlich von Clermont-l'Hérault inmitten des Départements Hérault, im Fluss Salagou, der nach Verlassen des Sees in den Fluss Lergue (oder L’Ergue) einfließt, der wiederum in den Hérault mündet. Die Oberfläche des Stausees liegt im Durchschnitt bei 140 m. Der See ist im Durchschnitt im Sommer 28 °C warm. Der See wird im Osten von 300 m hohen Bergen und Hochebenen überragt, im Westen durch den 407 m hohen Carols. Die Landschaft um den See ist stark durch die geologischen Verhältnisse geprägt, die eine sehr charakteristische Atmosphäre schaffen.
Der See ist ein Touristenziel, vor allem in den Sommermonaten, und kann leicht über die Landstraßen erreicht werden, insbesondere seit der Eröffnung der Autobahn A75. Von wirtschaftlicher Bedeutung für die Gegend des Lac du Salagou sind vor allem Tourismus und Weinbau. Vor allem im Süden um Liausson und Octon befinden sich ausgedehnte Weinpflanzungen. An einigen Stellen werden Oliven angebaut.

## Bau und Nutzung des Stausees
Erste Planungen für die Anlage eines Stausees fanden Ende der 1950er Jahre statt. Der Stausee sollte nicht nur dem Hochwasserschutz dienen, indem er die Zuflüsse des Salagou und seiner Nebenbäche in den Herault auffing. Geplant war vor allem die Schaffung eines Wasserreservoirs zur Bewässerung von Obstplantagen. Der Anlass dazu war die Überproduktion von Wein im Umfeld, sodass andere Bewirtschaftungsformen eingeführt werden sollten.
Entworfen wurde eine Staumauer in Schwergewichtsbauweise mit einem Kern aus Basaltblöcken, die an der Seeseite mit einer Abdichtung aus Bitumen-Beton versehen wurde. Die Mauer ist 60 m hoch und hat eine Kronenlänge von 357 m. Bei einer Aufstau-Endhöhe von 139 m kann der Stausee ein Volumen von 102 Millionen m3 fassen, die Seeoberfläche ist dann etwa 700 Hektar groß. Vor der Mauer wurde ein kleines Kraftwerk errichtet, das seit 1986 in Betrieb ist.

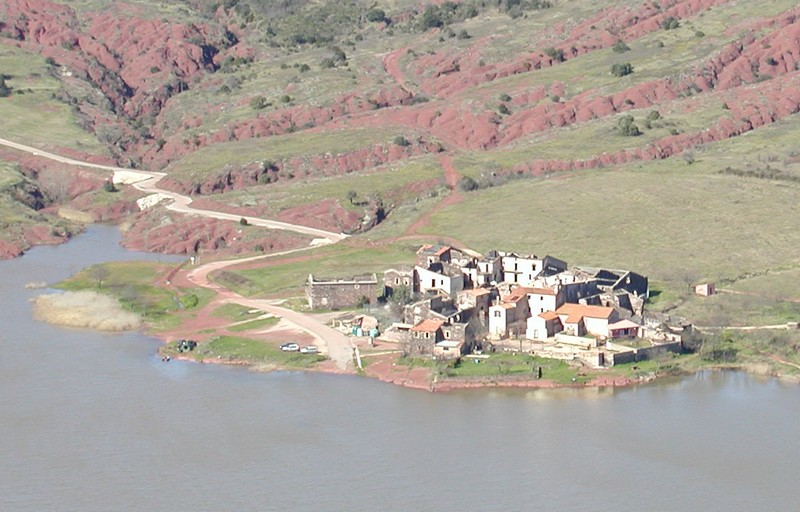
Der Weiler Celles am Seeufer

Die Arbeiten an der Staumauer an der günstigen Engstelle zwischen den Plateaus Germane und l’Auverne begannen 1964, sodass 1969 mit dem Aufstau begonnen werden konnte. Durch starke Unwetter war der Wasserzufluss so groß, dass das Staubecken innerhalb weniger Monate gefüllt war. Im See sind Teile der Gemeinden Clermont-l’Hérault im Osten, Liausson im Süden, Octon im Westen und Celles im Norden versunken. Ebenso wurde durch den Stausee die Route nationale 9 unterbrochen, die auf eine nördliche Route verlegt wurde.
Nachdem sich herausgestellt hat, dass die bald entstandenen touristischen Einrichtungen bei intensiver Nutzung des Sees zur Bewässerung weit vom Wasser entfernt wären, wurde das Bewässerungsprojekt aufgegeben, sodass der See seitdem fast ausschließlich dem Tourismus dient. 
Ein Teil des Sees wird auch von den Löschflugzeugen für die Waldbrandbekämpfung genutzt, die hier im Tiefflug Wasser aufnehmen.
Seit 1973 wurden am Lac du Salagou Filme bzw. einzelne Szenen gedreht (speziell Westernfilme), vor allem in den Landschaften im Süden und Westen des Sees.

## Geologie

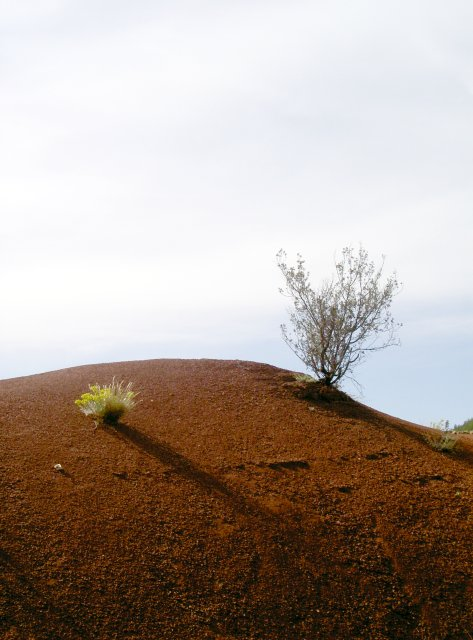
Die „Ruffes“ des Lac du Salagou

Der Lac du Salagou ist im sogenannten Lodève-Becken (Bassin de Lodève) gelegen, ein relativ kleines (10 × 25 km) fossiles Sedimentbecken, das nach der Kleinstadt Lodève nordwestlich des Sees benannt ist. Auffällig sind die tiefroten Farben der dort anstehenden Ablagerungen, feinkörnige, blättrig absondernde siliziklastische Sedimente, die wegen ihrer Farbe „ruffes“ genannt werden. Sie sind sehr anfällig für Erosion und bilden wellige Badlands mit kissenartigen Hügeln, tiefen Erosionsrinnen und schmalen Schluchten.
Während des Karbons, vor etwa 350 Millionen Jahren, erfolgte die Auffaltung einer Gebirgskette, des Variszischen Gebirges. In der Umgebung des Lodève-Beckens sind das Massif Central, die Cevennen und die Montagne Noire geologische Zeugnisse dieser Gebirgsbildung. Während der Heraushebung des Variszischen Gebirges und auch noch danach erfolgte dessen Erosion, und gewaltige Mengen Abtragungsschutt wurden von Flüssen in Meere und Seen transportiert. Die Gesteine, die aus jenem Schutt hervorgegangen sind, der noch relativ nahe am Gebirge abgelagert wurde, können als stratigraphische Entsprechungen des Rotliegend von Mitteleuropa betrachtet werden.
Eines der Ablagerungsgebiete solcher Rotliegend-Äquivalente ist das Lodéve-Becken. Es senkte sich am Ende des Karbons an einer Störung am Südrand des heutigen Lodève-Beckens in den Untergrund ein und nahm große Mengen Erosionsschutt auf. Die bevorzugte Absenkung des Grundgebirges an nur einer Seite des Beckens wird allgemein auch als Halbgraben bezeichnet. Aufgrund dieses geologischen Baus beißen unmittelbar am Südrand des heutigen Beckens die jüngsten Schichten der Beckenfüllung aus und die ältesten am Nordrand.

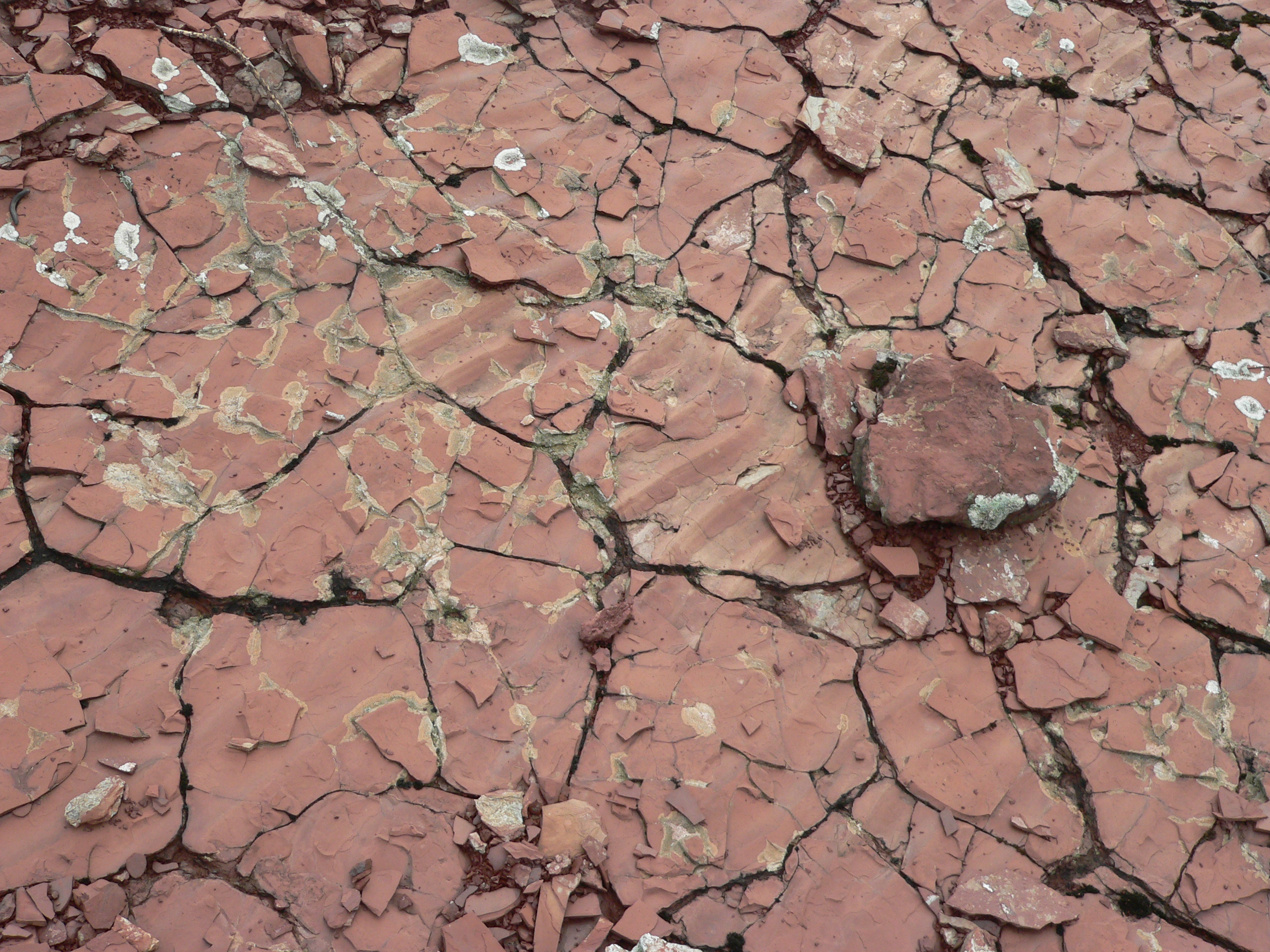
Fossile Rippelmarken des Perm

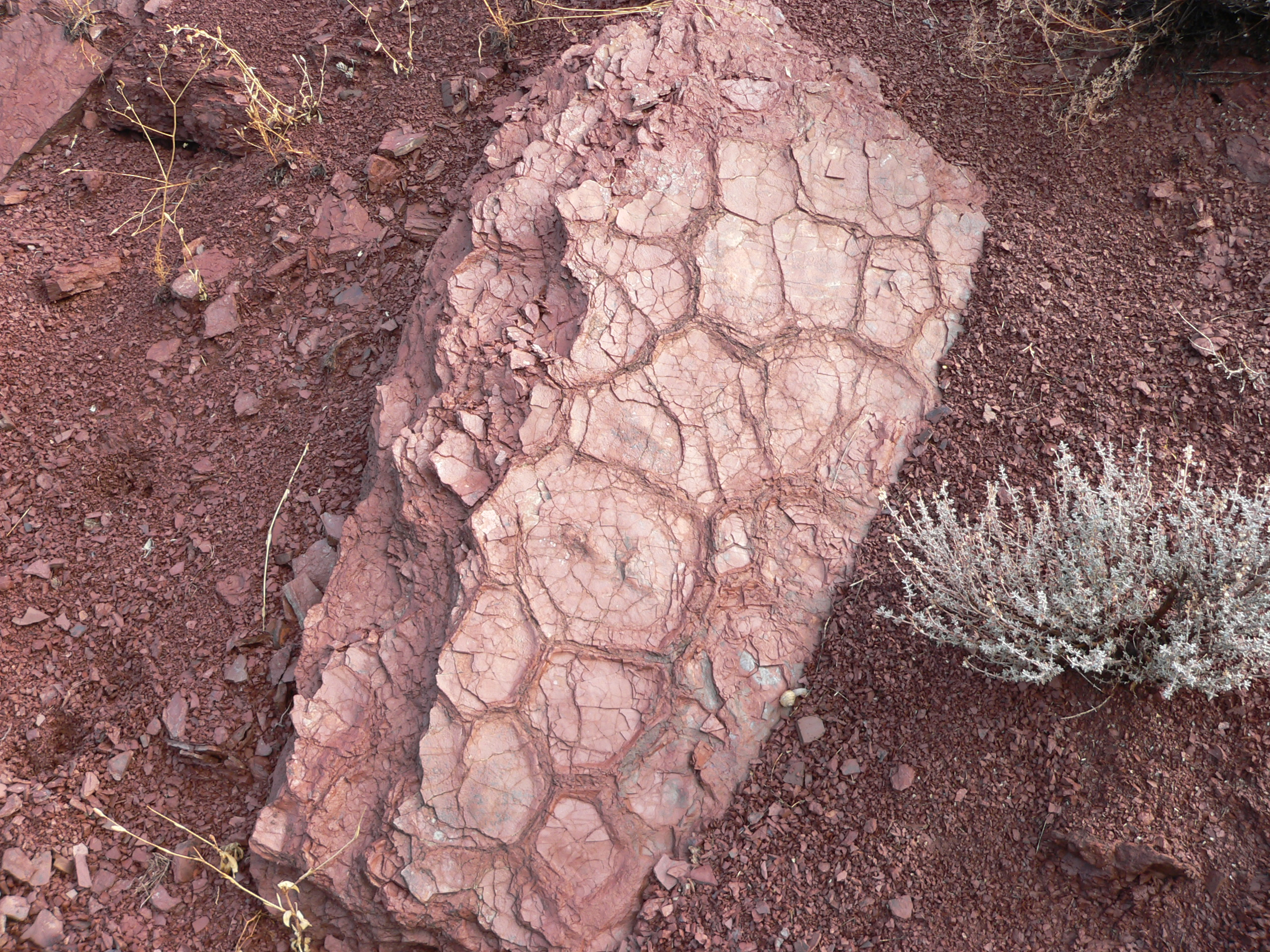
Fossile Trockenrisse des Perm

Die Schichten im nördlichen Beckenteil, unmittelbar südlich von Lodève, wurden am Ende des Karbons und im frühen Perm („Autunien“, Usclas-Loiras-Formation) abgelagert und sind reich an Pflanzenfossilien. Das sich nach Süden anschließende jüngerpermische Terrain („Saxono-Thuringien“, Viala-Rabejac-Formation und Salagou-Formation) scheint durchgehend in seichten Gewässern abgelagert worden zu sein, in Playa-Endseen oder ähnlichem. Häufig fielen diese Gewässer zwischenzeitlich trocken. Trockenrisse, Rippelmarken und sogar fossile Regentropfen sind auf zahlreichen Schichtflächen überliefert. Die Schichtflächen der Salagou-Formation weisen fossile Trittsiegel und Fährten von Wirbeltieren auf, vor allem solche, die von frühen Amnioten stammen. Sie gehören zu den Spurengattungen Brontopus, Dimetropus, Macrochelichnus und Paranomodontipus und sind als geologisches Naturdenkmal bei La Lieude im Tal des Salagou südwestlich des Stausees zu besichtigen.
Nach Ablagerung der Salagou-Formation kam die Einsenkung des Lodève-Beckens zur Ruhe. Jedoch senkten sich größere Bereiche der Erdkruste im heutigen Frankreich langsam weiter und so lagerten sich in der Umgebung des Massif Central großflächig Schichten der Trias, des Jura und der unteren Kreide in einem flachen Meer ab. Die Sedimentgesteine der frühen Trias sind allerdings noch terrestrisch und ähneln eher denen des Perms (Äquivalente des Buntsandsteins von Mitteleuropa). Chirotherium und Spuren anderer Vorläufer der Dinosaurier sind auf Schichtflächen dieser frühtriassischen Gesteine überliefert. Marine mesozoische Gesteine sind heute in den mächtigen Steilstufen des Larzac im Norden von Lodéve und in den schroffen Zacken der Montagne de Liausson (Dolomit des Unterjura) erhalten geblieben, die über dem südlichen Ufer des Lac du Salagou aufragen. Im Lodéve-Becken ist der Kontakt zwischen den permokarbonischen Gesteinen und den auflagernden Ablagerungen des Mesozoikums als Diskordanz ausgebildet.
Die Hebung der Pyrenäen im Tertiär schließlich sorgte für zahlreiche Verwerfungen und Überschiebungen, sodass die paläozoischen Gesteine der östlichen Montagne Noire angehoben wurden und heute an der Erdoberfläche auf gleicher Höhe mit den jüngeren Gesteinen des Beckens und seiner Umgebung liegen.

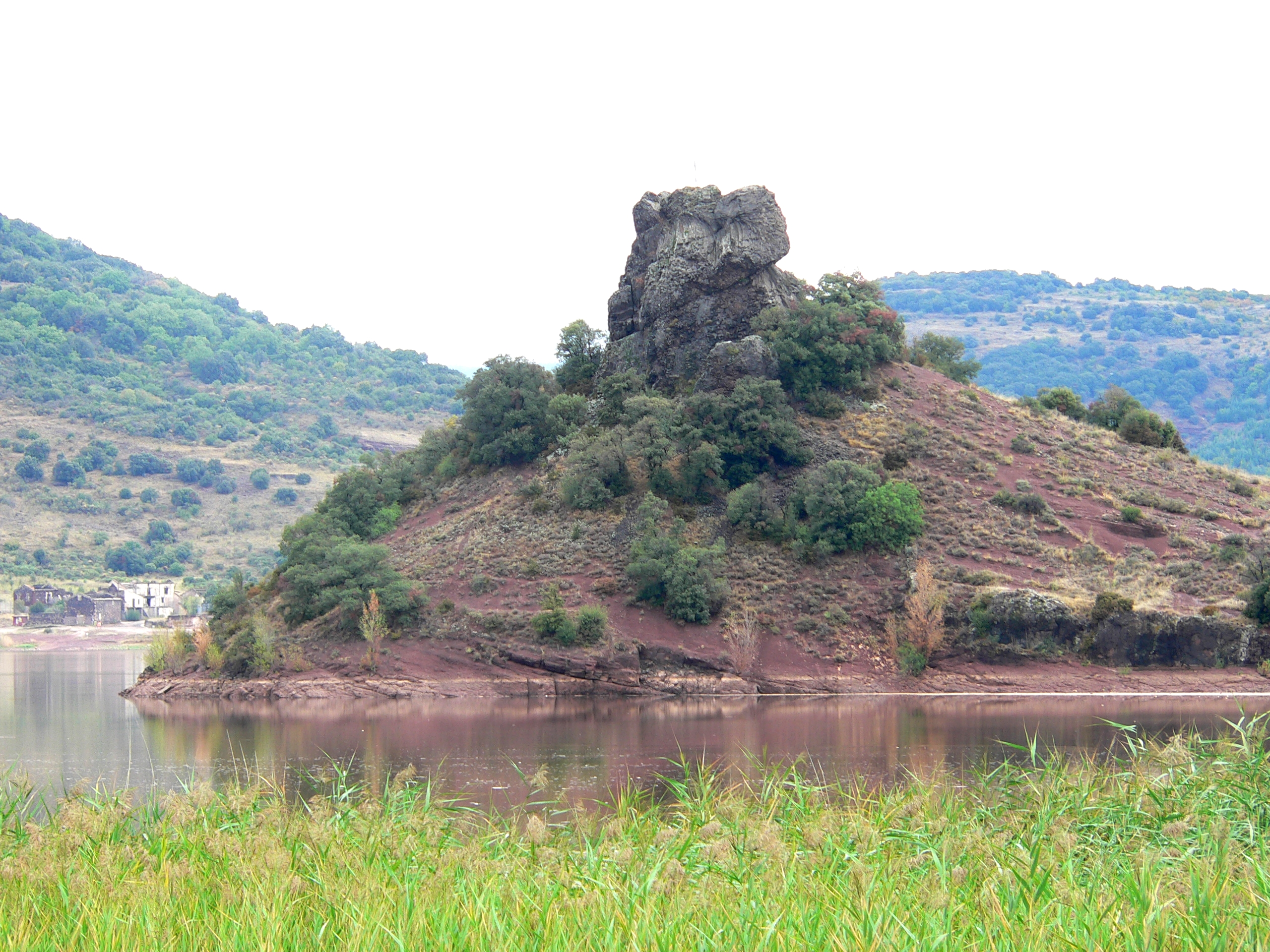
La Roque Sarrasine (obere Bildhälfte), der Rest einer Decke aus Basaltlava

Die Spannungen der Kruste durch die Hebung der Pyrenäen hatten im nördlichen Vorland darüber hinaus eine rege vulkanische Aktivität zur Folge. So entstand vor 3 bis 1,5 Millionen Jahren die lange Kette der Escandorgue, in der sich Vulkane in explosiven Ausbrüchen entluden und Aschendecken und Lavaflüsse aus Basalt hinterließen. Bestimmend für die Umgebung des heutigen Lac du Salagou waren die etwa 5 km westlich gelegenen Vulkane von St. Amand und Brenas. Von dort flossen Lavaströme nach Osten bis fast nach Clermont l’Hérault, gleichzeitig bildeten sich zahlreiche Intrusionen von Basalt.
Heute ragen drei herausgewitterte Basalthügel als Inseln oder Halbinseln aus dem Stausee. Emporgeschleuderte Lavabomben liegen an manchen Stellen verstreut auf den roten Sedimenten. Wo die Basalte sich als bis zu 60 m mächtige Decke ausgebreitet haben, bilden sie klippenumkränzte Hügel mit flacher Oberfläche und steilen Hängen, so etwa die Plateaus Germane und l’Auverne direkt östlich und nördlich des Sees. An vielen Stellen haben sich Basaltsäulen aus der erstarrenden Lava abgeschieden, die Höhen von mehreren Metern erreichen können.

## Sonstige Sehenswürdigkeiten
Von der langen Besiedlung der Gegend um den Lac du Salagou zeugen verschiedene alte Bauwerke, darunter
- die romanische Kapelle von Saint-Pierre de Mérifons
- die Mühle von Salasc
- die Steinhütten auf dem Plateau de l’Auverne
- die Ruinen des Castellas de Malavielle

## Panoramabilder des Lac du Salagou

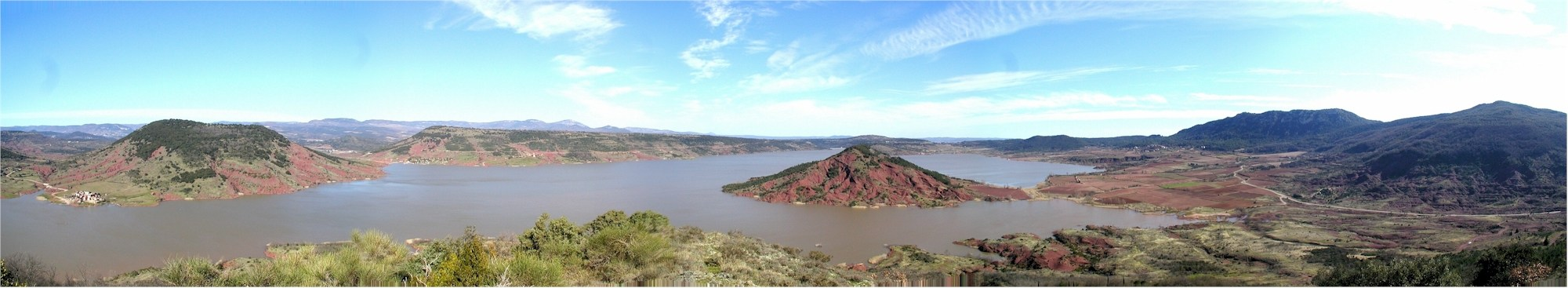
Panoramablick Lac Salagou

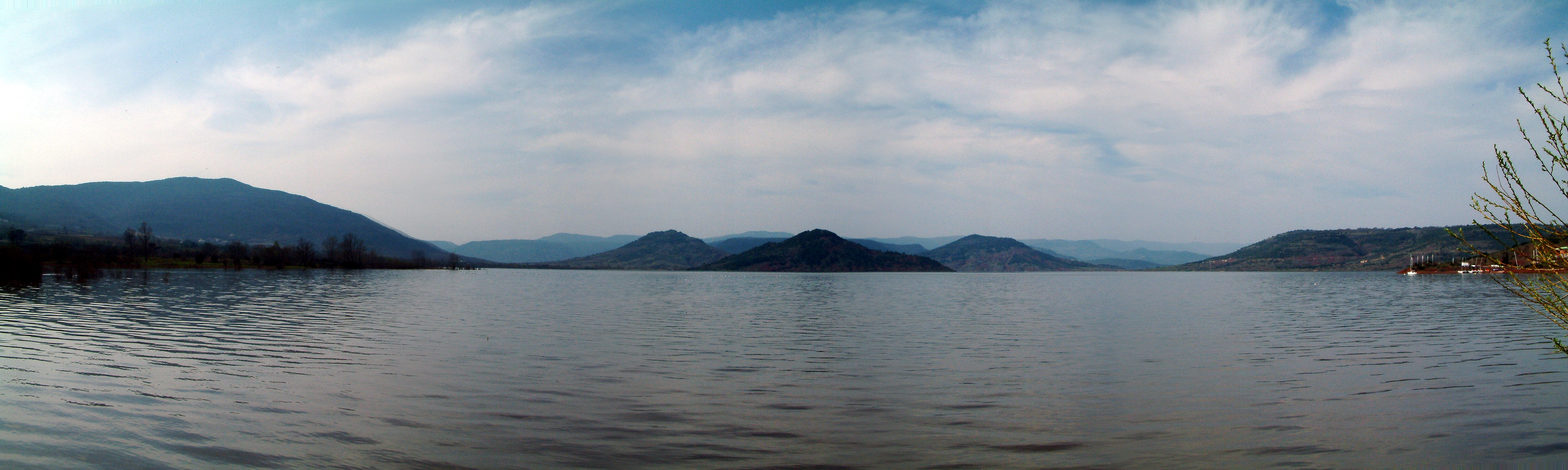
Panoramablick Lac du Salagou